# Joan Plaza i Duran
Joan Plaza i Duran (Barcelona, 26 de desembre de 1963) és un entrenador de bàsquet català.
Entre molts altres jugadors han passat per les seves mans : Raül López, Iván Corrales, Souly Dramec, Àlex Mumbrú, Óscar Yebra, Sergi Vidal, Albert Miralles, César Sanmartín, Rudy Fernandez, Sergi Llull, Nikola Mirotic, Tomas Satoransky, Joan Sastre, Mindaugas Kuzminskas, Adas Juskevicius, Domantas Sabonis o Jayson Granger.
Ha escrit tres novel·les de les quals una d'elles Les mantes de l'Angelina va presentar-se en català l'any 2006 a Barcelona (Llibreria Laie) i en castellà i lituà. Despertar a Temps es va presentar l'any 2014. També ha escrit un conte i ha fet el guió d'un petit documental en el 25è aniversari de la fundació de l'ACB.

## Trajectòria
Plaza va ser tècnic (Entrenador Ajudant) al primer equip del Joventut de Badalona durant 6 anys, tot i que abans havia dirigit com a primer entrenador altres equips en categories inferiors del club. A la temporada 2000-2001 va ser Campió d'Espanya sub-20 i segon entrenador a l'All-Star Game de l'ACB. La seva carrera com a entrenador, s'inicià a Badalona, a l'escola de bàsquet fundada pel seu germà i per ell mateix (Escola Betsaida). Va alternar aquells primers anys amb l'equip de bàsquet femení Santíssima Trinitat i després de guanyar diversos campionats amb ambdós equips, va entrenar també el C.B. Sant Adrià, fins que va ser fitxat pel Joventut de Badalona, on va ser entrenador ajudant de Miquel Nolis durant tres anys i posteriorment primer entrenador els següents anys en diversos equips de les categories inferiors del club.
L'estiu del 2005 fitxa com a entrenador ajudant del Reial Madrid. Acabada la temporada anterior, el club havia destituït Bozidar Maljkovic i es disposà a buscar entrenador. La negativa d'alguns d'ells a entrenar un equip en línia descendent, feu que el club blanc ofereixi l'equip a Plaza, que aconseguí d'entrada el record d'imbatibilitat (13 victòries consecutives) en un entrenador novell en la història de l'ACB, guanyar la Lliga de la Comunitat de Madrid'06 (Real Madrid, Estudiantes i Fuenlabrada) i jugar la final de la Copa del Rei'07 de Màlaga. Dos mesos més tard, classifica l'equip que dirigeix per a la final europea de la Copa Uleb de Charleroi (Bèlgica) en la qual s'enfronten a l'equip lituà del Lietuvos Rytas, a qui derroten, proclamant-se així campions europeus i duent el darrer títol que li mancava al Real Madrid a les seves vitrines, al mateix temps que classificant-se automàticament per a la següent Euroleague. Joan Plaza és proclamat entrenador de l'any de la Copa ULEB 2006-07. Mesos més tard, i després de finalitzar segon a la lliga regular, juga els Play-Off'07 enfrontant-se a Pamesa, al Joventut, i es classifica per a la final en què s'enfronta al FC.Barcelona a qui finalment guanya per 3 victòries a 1, aconseguint el títol de la Lliga ACB al mateix Palau Blaugrana. Al mateix temps, en Joan passa a convertir-se en un dels tres entrenadors novells que en tota la història, s'han proclamat campions en el primer any de debut en la competició. Un cop acabada la lliga ACB, l'Associació Espanyola d'Entrenadors, per votació entre el col·lectiu espanyol de preparadors, el nomenà "entrenador de l'any". L'atorgament es va fer en el primer partit de la temporada 2007-08 contra el Pamesa de València.
Per segon any consecutiu guanya la Lliga de la Comunidad de Madrid'07 (Real Madrid, Estudiantes i Fuenlabrada). El dia 11 d'octubre de 2007 durant la gira NBA Tour, els Toronto Raptors (campions de la conferència Atlàntica 2007) s'enfronten al Real Madrid, amb victòria dels madridistes per 104-103, convertint-se així en el cinquè equip europeu i tercer espanyol a guanyar un equip de la "millor" lliga del món. El 15 de desembre de 2007 el Real Madrid, amb Plaza com a 1r entrenador, juga el seu partit número 1.000 a la lliga ACB, enfrontant-se al DKV Joventut Badalona, a qui guanya per 65 a 71 en terres catalanes.
El mes de gener de 2008, coincidint amb el títol d'hivern de l'ACB i la classificació del seu equip com a Cap de Sèrie del Top-16 de l'Euroleague, és proclamat Entrenador del Mes. Aquest mateix any i en la seva primera participació en l'Euroleague, l'equip es classifica com a Cap de Sèrie de la 1a.fase i arriba a l'últim partit del Top-16 amb opcions per a quarts de final, on no es classifica, tot i haver guanyat a Barcelona, Panathinaikos, Žalgiris, Fenerbahçe, Olympiakos o Partizan entre d'altres. El mes de març de 2008 i després d'aconseguir el segon millor rècord en la història de l'ACB (24 victòries per 4 derrotes), Plaza és nominat Entrenador del Mes per la AEEB després de sis victòries consecutives que el fan encapçalar temporalment la competició. A manca de dos jornades per acabar la lliga ACB en la seva fase regular, el Reial Madrid es proclama campió, la qual cosa li permet classificar-se directament per l'Eurolliga 08/09 i obtenir l'avantatge de camp en els Play-Off. En acabar aquesta primera fase de la competició i amb el record de victòries-derrotes de la història de l'ACB (29-5), la lliga ACB escull el cinquè ideal, al jugador revelació i al millor entrenador, títol que recau en l'entrenador del Real Madrid, Joan Plaza. Dies després, l'equip cau eliminat en les eliminatòries pel títol en el play.off a 3 partits contra l'Unicaja.
La temporada 08/09 comença guanyant per tercer any consecutiu la Lliga de la Comunidad de Madrid'08 (Real Madrid, Estudiantes i Fuenlabrada). El dia 18 de gener de 2009, compleix 100 partits a la ACB com a primer entrenador del Reial Madrid, guanyant al Unicaja de Málaga d'Aito i confirmant-se com l'entrenador en actiu amb millor record de victòries/derrotes. En el seu segon any a la Euroleague, l'equip supera la primera fase (guanyant a CSKA, Partizan o Efes entre altres)i passa al TOP-16 -on l'any anterior havia caigut-. En un grup complicat (Berlin, Barça i Maccabi) es classifica pel TOP-8 on acaba perdent amb l'Olympiacos en el 4t partit, quedant-se així a un pas de la Final Four de Berlin.
El dia 21 d'abril de 2009, Joan presenta el Circulo de Bellas Artes de Madrid, la seva novel·la Les mantes de l'Angelina (edicions Sombra) traduïda al castellà. La presentació va anar a càrrec d'en Juancho Armas Marcelo i l'tot seguit per 25 mitjans de comunicació i un centenar de persones, va ser tendre i entranyable. Dos dies després, en la Diada de Sant Jordi, va participar en les Rambles de Barcelona i la Llibreria Bosch de Barcelona, l'acte de signatura de nous exemplars de la nova edició en català. Durant el mes de juny, va ser tres cops a la Feria del Libro de Madrid, signat llibres de la seva novel·la.
El 19 de juny de 2009 l'entrenador i el club Real Madrid, van arribar a un acord per cancel·lar el seu contracte, tot i que li quedava un any mes de contracte. Hores després, l'equip Cajasol de Sevilla de l'ACB i Joan Plaza, signant un nou contracte amb el club andalús, per finalment ser presentat el dia 22 de juny de 2009 a la capital d'Andalusia. En el primer Torneig Oficial de la temporada, la "Copa de Andalucia'09" el Cajasol de Sevilla s'imposa al dissabte al Granada i el diumenge al Unicaja de Màlaga, proclamant-se Campió d'aquesta competició. La temporada transcorra favorablement i canviant radicalment la trajectòria dels últims anys, classificant-se en primer lloc per a la Copa del Rei de Bilbao i posteriorment, i després de finalitzar en sisè lloc (empatat amb el cinquè)de l'ACB, es van classificar per als Play-off després d'onze anys sense aconseguir-ho, i jugant l'encreuament amb el Reial Madrid al millor de tres partits, i al que van guanyar a Madrid (l'última derrota d'aquest equip a Vistalegre), però caient ajustadament en els dos següents partits de la sèrie. A propòsit d'això, el club el renova per a dues temporades més, per l'entitat sevillana.
El 22 de febrer de 2011, Cajasol de Sevilla, després d'haver-se classificat per al Top-16 de l'EuroCup (competició a la que van optar per dret propi en quedar 6è en el Play-Off ACB 2009/10), entra per primera vegada a la història de l'entitat en uns Quarts de Final a Europa, al derrotar el Panellinios BC de Grècia. El 30 de març de 2011 i després de derrotar l'equip Ucraïnès del Budivelnik en una doble eliminatòria sense avantatge de camp, l'equip sevillà assoleix la classificació històrica a la Final Four de Treviso. Joan Plaza es converteix en l'únic entrenador espanyol que es classificà aquesta temporada en una Final Four Europea (EUROLEAGUE i EUROCUP). El 16 d'abril de 2011 el Cajasol de Sevilla, acompanyat per 300 seguidors desplaçats des d'Espanya, juga la primera final europea de la seva història, enfrontant-se en la segona semifinal a l'amfitrió, la Benetton de Treviso a qui guanya contrapronostic per 63 a 75 i accedint així a la "Final de la Eurocup" contra el Unics Kazan rus contra qui acaba perdent, proclamant-se així, Subcampió de la Eurocup.
La temporada 2011/12 el Cajasol de Sevilla logra classificar-se un cop més per a la Copa del Rei (Barcelona) on aconsegueix guanyar per primer cop en aquesta competició al Unicaja de Màlaga, classificant-se així mateix per la semifinal on va acabar perdent ajustadament (guanyant 2 dels 4 quarts) amb el R.Madrid. La temporada es va acabar classicant-se novament (per segona vegada en tres anys) en els Play-Off de la ACB, on va caure en l'encreuament de quarts amb el R.Madrid.
El 30 de juny de 2012, Joan Plaza decideix no renovar pel Cajasol de Sevilla, tancant així un trienni més que positiu per a l'entitat i per a ell. Pocs dies després, fitxa pel Zalgiris de Kaunas (Lituània), convertint-se en el primer tècnic de l'estat espanyol en firmar un contracte per un equip de la Eurolegue, fora d'Espanya. El 17 de setembre d'aquell any, el seu equip, el Zalgiris de Kaunas guanya la seva primera Supercopa de Lituània, després d'enfrontar-se a doble partit al també equip d'Euroleague, el Lietuvos Rytas de Vilnius. El 3 de març de 2013 el Zalgiris Kaunas es proclama campió de la Lliga Regular de la VTB United League per primer cop a la seva història. Paral·lelament a això, en Joan va presentar el passat 26 de febrer d'aquest mateix any, la seva novel·la "Les mantes de l'Angelina" traduïda al lituà ("Andzelikos Paklodes") durant la Fira del Llibre de Vilnius. El dimarts 7 de maig de 2013, Zalgiris Kaunas es proclama campió de la Lliga de Lituània (LKL) a Vilnius després d'un Play-Off on es va enfrontar a Nevezis, Neptunas i L.Rytas. El dia 14 d'aquest mateix mes, durant l'entrega dels anells de campions, Joan va ser nomenat Entrenador de l'Any 2012/13 per l'Associació de Clubs de Lituània. En finalitzar la temporada, Plaza abandonà el Zalgiris Kaunas.
El 6 de juny de 2013, l'Unicaja de Málaga anuncia que Plaza serà l'entrenador per les dues properes temporades.
La temporada 2016-2017 es va proclamar campió de la ULEB EuroCup amb l'Unicaja de Màlaga.

## Palmarès com a entrenador
- Campió de la Copa ULEB amb el Reial Madrid a la temporada 2006/2007
- Campió de la Lliga ACB amb el Reial Madrid a la temporada 2006/2007
- Campió del Torneig Comunidad de Madrid amb el Reial Madrid a la temporada 2006/2007 - 2007/2008 - 2008/2009
- Campió de la Copa de Andalucia amb el Cajasol de Sevilla a la temporada 2009/2010
- Subcampió de l'ULEB EuroCup amb el Cajasol de Sevilla a la temporada 2010/2011
- Campió de la Supercopa de Lituània amb el Zalgiris Kaunas a la temporada 2012/2013
- Campió de la Lliga de Lituània(LKL) amb el Zalgiris Kaunas a la temporada 2012/2013
- Campió de la ULEB EuroCup amb l'Unicaja de Málaga (temporada 2016/2017)
- Entrenador de l'Any 06-07 ULEB-CUP de la Copa ULEB amb el Reial Madrid en la temporada 2006/2007
- Entrenador de l'Any 06-07 ACB de la lliga ACB amb el Reial Madrid en la temporada 2006/2007
- Entrenador de l'Any 07-08 ACB/Lliga Regular de la lliga ACB amb el Reial Madrid en la temporada 2007/2008
- Entrenador de l'Any 12-13 LKL  de la lliga Lituana amb el Zalgiris Kaunas en la temporada 2012/2013